# Podsavezna nogometna liga Bjelovar 1962./63.
Podsavezna nogometna liga Bjelovar, također i kao Prvenstvo Bjelovarskog nogometnog podsaveza je bila liga četvrtog stupnja nogometnog prvenstva Jugoslavije u sezoni 1962./63. 
 
Sudjelovalo je 7 klubova, a prvak je bo "Borac" iz Čazme. 

## Ljestvica
| mj. | klub                          | ut. | pob. | ner. | por. | gol+ | gol- | bod |
| --- | ----------------------------- | --- | ---- | ---- | ---- | ---- | ---- | --- |
| 1.  | Borac Čazma                   | 12  | 8    | 3    | 1    | 36   | 18   | 19  |
| 2.  | Proleter Garešnički Brestovac | 12  | 6    | 2    | 4    | 24   | 16   | 14  |
| 3.  | Lasta Gudovac                 | 12  | 5    | 4    | 3    | 26   | 19   | 14  |
| 4.  | Dinamo Predavac               | 12  | 6    | 1    | 5    | 17   | 24   | 13  |
| 5.  | Sloga Bjelovar                | 12  | 5    | 2    | 5    | 31   | 20   | 12  |
| 6.  | Garić Garešnica               | 12  | 3    | 5    | 4    | 30   | 27   | 11  |
| 7.  | Radnik Veliki Grđevac         | 12  | 0    | 1    | 11   | 7    | 47   | 1   |

## Rezultatska križaljka
| kratica | klub                          | BOR | DIN | GAR | LAS | PRO | RAD | SLO |
| --- | ----------------------------- | --- | --- | --- | --- | --- | --- | --- |
| BOR | Borac Čazma                   |     |     |     |     |     |     |     |
| DIN | Dinamo Predavac               |     |     |     |     |     |     |     |
| GAR | Garić Garešnica               |     |     |     |     |     |     |     |
| LAS | Lasta Gudovac                 |     |     |     |     |     |     |     |
| PRO | Proleter Garešnički Brestovac |     |     |     |     |     |     |     |
| RAD | Radnik Veliki Grđevac         |     |     |     |     |     |     |     |
| SLO | Sloga Bjelovar                |     |     |     |     |     |     |     |
| |                               |     |     |     |     |     |     |     |
| podebljan rezultat - utakmice od 1. do 7. kola (1. utakmica između klubova) rezultat normalne debljine - utakmice od 8. do 14. kola (2. utakmica između klubova) rezultat nakošen - nije vidljiv redoslijed odigravanja međusobnih utakmica iz dostupnih izvora rezultat smanjen * - iz dostupnih izvora nije uočljiv domaćin susreta prekrižen rezultat - poništena ili brisana utakmica p - utakmica prekinuta 3:0 p.f. / 0:3 p.f. - rezultat 3:0 bez borbe n.i. - nije igrano |                               |     |     |     |     |     |     |     |

 Izvori:

## Unutrašnje poveznice
- Zagrebačka zona 1962./63.
- Podsavezna liga Daruvar 1962./63.